# الثورة البوهيمية
كانت الثورة البوهيمية عبارة عن انتفاضة قامت بها طبقات المجتمع في بوهيميا ضد حكم سلالة هابسبورغ التي بدأت حرب الثلاثين عامًا. كانت الخلافات الدينية والسلطة سببًا أساسيًا لنشوب الحرب. كانت طبقات المجتمع كلها تقريبًا بروتستانتية، ومعظمها من اليوتكراتية الهوسيونية، ولكن كان هناك أيضًا عدد كبير من السكان الألمان الذين أيدوا اللوثرية. بلغ النزاع ذروته بعد عدة معارك في معركة الجبل الأبيض الأخيرة، حيث تعرض المنتفضون لهزيمة ساحقة. بدأ هذا بإعادة الكاثوليكية للأراضي التشيكية، ولكنه أيضًا وسع نطاق حرب الثلاثين عامًا من خلال جذب الدنمارك والسويد إليها. امتد الصراع إلى بقية أوروبا ودمر مناطق شاسعة من وسط أوروبا، بما في ذلك الأراضي التشيكية، التي تضررت بشكل خاص من فظائعها العنيفة.

## الثورة
سعى الإمبراطور ماثياس، الذي لم يكن له وريث، إلى ضمان انتقال منظم للسلطة خلال حياته من خلال انتخاب وريثه الملكي (فرديناند الكاثوليكي المحبب في ستيريا، لاحقًا فرديناند الثاني، إمبراطور روماني مقدس) للعروش الملكية المنفصلة في بوهيميا والمجر. خشي بعض القادة البروتستانت في بوهيميا من أن يفقدوا الحقوق الدينية الممنوحة لهم من قبل الإمبراطور رودولف الثاني في وثيقة رسالة الجلالة (1609). وقد فضلوا البروتستانتي فريدرش الخامس ناخب بالاتينات (خليفة فريدرش الرابع، مؤسس الاتحاد البروتستانتي). ومع ذلك، أيد البروتستانت الآخرون الموقف الذي اتخذه الكاثوليك، وفي عام 1617 تم انتُخب فرديناند من قبل طبقات المجتمع البوهيمي ليصبح وليًا للعهد، وتلقائيًا عند وفاة ماثياس، أصبح ملك بوهيميا القادم.
أرسل بعد ذلك الملك المنتخب اثنين من المستشارين الكاثوليك (فيليم سلافاتا من كلوم وياروسلاف بوريتا من مارتينيس) كممثلين له إلى قلعة براغ في مايو عام 1618. كان يريد فرديناند منهم إدارة الحكومة في غيابه. وفي 23 مايو، قبض عليهما تجمع من البروتستانت وألقاهما (بالإضافة إلى الأمين فيليب فابريسيوس) من نافذة القصر، التي كانت على بعد نحو 17 مترًا (56 قدمًا) من الأرض. ومن اللافت للنظر أنهم نجوا على الرغم من إصابتهم. أشعل هذا الحدث، المعروف باسم «الدفاع الثاني» عن براغ، الثورة البوهيمية. بعد ذلك بوقت قصير، انتشر الصراع البوهيمي عبر كل أراضي التاج البوهيمي، بما في ذلك بوهيميا، وسيليزيا، ولوساتيا العليا والسفلى، ومورافيا. كانت مورافيا متورطة بالفعل في صراع بين الكاثوليك والبروتستانت. انتشر الصراع الديني في نهاية المطاف في جميع أنحاء القارة الأوروبية، وشمل فرنسا، والسويد، وعدد من البلدان الأخرى.
لو بقي التمرد البوهيمي نزاعًا محليًا، لكان من الممكن أن تنتهي الحرب في أقل من ثلاثين شهرًا، ومع ذلك مع وفاة الإمبراطور ماثياس تشجع القادة البروتستانت المتمردين الذين كانوا على وشك التسوية. أدى ضعف كل من فرديناند (بعد أن أصبح رسميًا على العرش بعد وفاة الإمبراطور ماثياس) والبوهيميين أنفسهم إلى انتشار الحرب إلى ألمانيا الغربية. اضطر فرديناند لطلب المساعدة من قريبه فيليب الثالث ملك إسبانيا، كان للتاج الإسباني مصلحة في الحفاظ على الإمبراطورية الرومانية المقدسة كحليف مستقر للحفاظ على طريق تجاري هام، وهو «الطريق الإسباني»، الذي يمتد من البحر الأبيض المتوسط إلى بروكسل. تحقيقًا لهذه الغاية استثمروا مبلغًا هائلًا لتوظيف الشركات الحرة والمرتزقة.
طلب البوهيميون، اليائسون من الحصول على حلفاء لمواجهة الإمبراطور، قبولهم في الاتحاد البروتستانتي، الذي قاده مرشحهم الأصلي للعرش البوهيمي الكالفيني فريدرش الخامس، ناخب بالاتينات. أشار البوهيميون إلى أن فريدرش سيصبح ملكًا على بوهيميا إذا سمح لهم بالانضمام إلى الاتحاد والخضوع لحمايته، ومع ذلك قُدمت عروض مماثلة من قبل أعضاء آخرين من طبقات المجتمع البوهيمية إلى دوق سافوي، وناخب ساكسونيا، وأمير ترانسيلفانيا. النمساويون الذين بدا أنهم اعترضوا كل رسالة تغادر براغ، قد أعلنوا هذه الازدواجية على الملأ. كشف هذا عن الكثير من الدعم للبوهيميين، لا سيما في بلاط ساكسونيا. حتى جيمس الأول ملك إنجلترا رفض دعم فريدرش، على الرغم من أن زوجته تكون ابنة جيمس. بشكل عام، تعرضت إنجلترا لانتقادات بسبب تقاعسها عن العمل في حرب الثلاثين عامًا. رغم هذه التساؤلات المحيطة بدعمهم، فضل المتمردين في البداية البوهيميين. وقد انضم إليهم في التمرد النمسا العليا، التي كانت طبقة النبلاء فيها آنذاك بشكل رئيسي من اللوثرية والكالفينية. ثارت النمسا السفلى بعد فترة وجيزة، وفي عام 1619، قاد الكونت ثورن جيشًا نحو أسوار فيينا نفسها.